# Гімн В'єтнаму
«Марш наступаючої армії» (в'єтн. Tiến Quân Ca) — державний гімн В'єтнаму.
Написаний наприкінці 1944 року композитором і поетом Ван Као (1923—1995). У 1945 році «Марш» був відібраний особисто Хо Ші Міном як гімн Північного В'єтнаму, а з 1976 є гімном об'єднаної Соціалістичної Республіки В'єтнам.
Вперше офіційно виконаний 2 вересня 1945 року на площі Бадін у Ханої, на церемонії проголошення незалежності Північного В'єтнаму.

## Текст гімну
Текст складається з двох куплетів, але при виконанні використовується лише перший.